# 金麗珍
金麗珍（韓語：김여진，1972年6月24日—），韓國女演員。時常在電視劇中飾演反派的角色。2004年2月与金鎮民導演舉行結婚典禮。

## 演出作品

### 電視劇
- 1998年：MBC《三男三女》飾演 洪世熙
- 1999年：MBC《我們談情說愛時的故事》
- 2000年：MBC《三個朋友》
- 2000年：MBC《愛得更多》飾演 宋佳英
- 2000年：KBS《女秘書》
- 2000年：SBS《LA阿里郎》
- 2000年：SBS《KAIST》飾演 殷奈映教授
- 2001年：MBC《狐狸與棉花糖》飾演 閔如玉
- 2001年：KBS《善良的男人李永雨》
- 2002年：SBS《有名的女人》飾演 余仁淑
- 2002年：MBC《賢貞，我愛你》飾演 南惠淑
- 2003年：MBC《好人》飾演 朴刑警的妻子
- 2003年：MBC《用生命去愛》飾演 李光淑
- 2003年：MBC《大長今》飾演 首醫女張德
- 2004年：SBS《土地》飾演 姜清宅
- 2004年：KBS《第二次求婚》飾演 京熙
- 2005年：SBS《我愛你冤家》
- 2005年：MBC《辛旽》飾演 德寧公主
- 2005年：MBC《春日的微笑》飾演 楊順芝
- 2007年：SBS《藍魚》飾演 鄭妍淑
- 2007年：KBS《讓我們幸福的幾個問題》（共兩集）飾演 英彩
- 2007年：MBC《李祘》飾演 貞純王后
- 2008年：KBS《他們生活的世界》飾演 李瑞雨
- 2008年：SBS《流動著的鴨綠江》飾演 崔文好（中年）
- 2010年：MBC《Road No. 1》飾演 2中隊傅隊員的妻子（客串）
- 2010年：KBS《紅色糖果》飾演 敏貞
- 2011年：MBC《能聽見我的心嗎？》飾演 羅美淑／高美淑
- 2014年：SBS《天使之眼》飾演 柳正華
- 2014年：KBS《Trot戀人》飾演 方智淑
- 2014年：MBN《天國的眼淚》飾演 潘慧婷
- 2014年：MBC《傲慢與偏見》飾演 吳度晶
- 2015年：MBC《華政》飾演 尚宮金介屎
- 2015年：KBS《無理的前進》飾演 朴宣英
- 2016年：KBS《雲畫的月光》飾演 金昭思
- 2016年：JTBC《所羅門的偽證》飾演 書妍的母親
- 2017年：JTBC《Man to Man》飾演 李東賢妻子
- 2017年：KBS《魔女的法庭》飾演 閔智淑
- 2018年：MBC《我身後的陶斯》飾演 沈銀荷
- 2018年：SBS《狐狸新娘星》飾演 尹惠媛
- 2018年：MBC《赤月青日》飾演 金東淑
- 2018年：SBS《福秀回來了》飾演 林世卿
- 2019年：MBC《新入史官丘海昤》飾演 大妃林氏
- 2020年：JTBC《梨泰院Class》飾演 趙正敏
- 2020年：Netflix《人性課外課》飾演 李海京
- 2020年：KBS《快過來》飾演 成賢子
- 2021年：tvN《黑道律師文森佐》飾演 崔明熙
- 2023年：MBC《烈女朴氏契約結婚傳》飾演 李伶秀／李美談
- 2023年：Netflix《精神病房也會迎來清晨》飾演 權柱映
- 2024年：Netflix《末日愚者》飾演 吕美玲
- 2025年：Netflix《夢想成為律師的律師們》飾演 權娜妍

### 電影
- 1998年：《處女晚餐》飾演 純
- 1999年：《薄荷糖》飾演 楊紅子
- 2002年：《醉畫仙》飾演 珍紅
- 2002年：《他喜歡的是你》飾演 海仁
- 2003年：《四人餐桌》飾演 文正淑
- 2003年：《偷情家族》飾演 好貞的朋友 （友情出演）
- 2007年：《我的新拍檔》飾演 鄭葵花（客串）
- 2009年：《我的愛在我身邊》飾演 孫英燦博士
- 2010年：《女兒的嫁衣》飾演 美子
- 2010年：《素食主義者》飾演 智慧
- 2010年：《離家的男人》飾演 申英信
- 2011年：《孩子們》飾演 宗浩母
- 2011年：《鯨騎之旅》飾演 彥陽宅
- 2012年：《咯咯咯，希望公車》（깔깔깔 희망버스）
- 2012年：《渴望的畫作》飾演 圖畫書口述（記錄片）
- 2018年：《倖存的孩子》飾演 美淑
- 2021年：《走向幸福的国家》
- 2024年：《60分鐘亡命直播》（드라이브）

### 话剧
- 2010年：《妈妈拜托了》[3]
- 2011年：《阴道独白》[4]
- 2018年：《理查德3世》（리차드 3세）[5]
- 2020年：《护齿》（마우스피스）[6]
- 2021年：《护齿》（마우스피스）[7]

## 奖项
- 1998年：青龍電影獎—最佳新人女演员
- 1998年：利川春史大奖电影节—最佳新人女演员
- 2000年：大钟奖电影节—最佳女配角
- 2002年：第3届釜山电影评论家协会奖—最佳女配角
- 2011年：第20届釜日電影獎—最佳女配角

## 外部連結
- 金麗珍的X（前Twitter）
- 金麗珍在NAVER上的资料
- 金麗珍在韩国电影数据库（KMDb）上的資料（韓語）
- 金麗珍在豆瓣上的资料（简体中文）
- 金麗珍在互联网电影资料库（IMDb）上的資料（英文）